# Limitatore di coppia

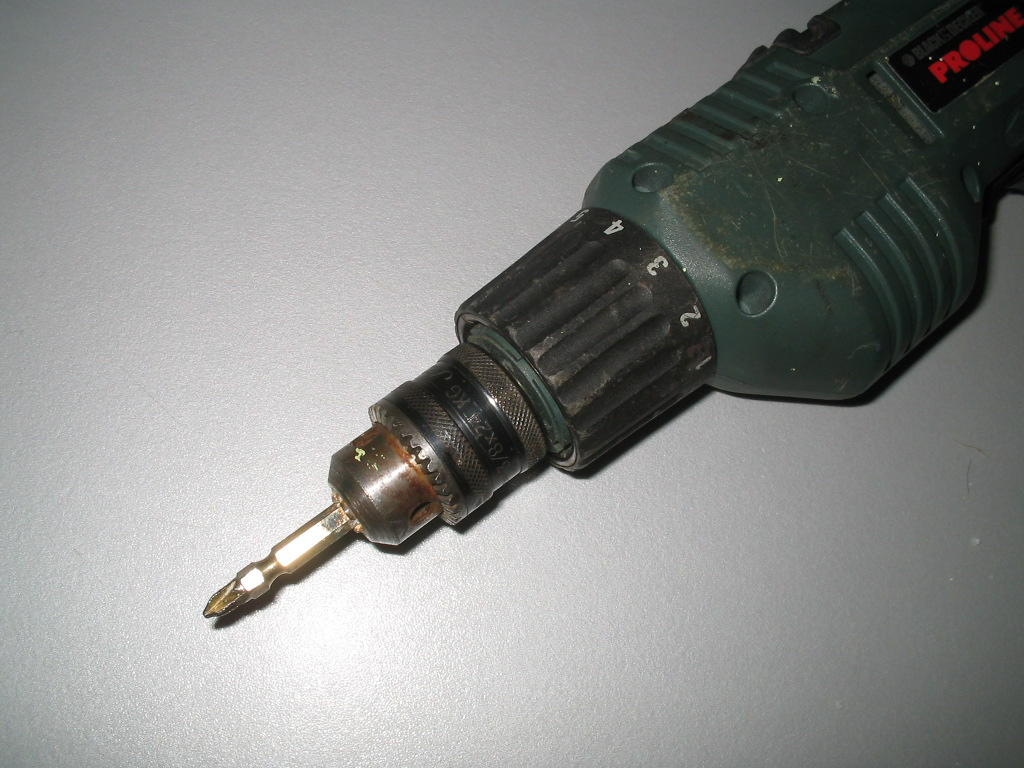
Frizione a slittamento regolabile (il registro è l'elemento circolare nero con i numeri in bianco) su un avvitatore

Il limitatore di coppia è un dispositivo di largo uso, il quale permette di ridurre la coppia torcente ad un valore massimo di soglia, generalmente impostato dall'utilizzatore. Generalmente i limitatori di coppia possono essere classificati anche come giunti di sicurezza.

## Tipo
Questo dispositivo può essere di vario tipo:
- meccanico, generalmente è caratterizzato da una frizione a slittamento che inizia a slittare come si supera la soglia limite, questo sistema è usato negli elettroutensili e negli utensili (l'esempio tipico è la chiave dinamometrica);
- elettronico, usato nelle macchine utensili (generalmente avvitatori) e apparso recentemente di serie su alcune automobili ad alte prestazioni.

## Regolazione
Questo dispositivo può avere come regolazione:
- manuale: l'utilizzatore imposta il valore massimo a cui sottoporre il lavoro, generalmente questo è il tipico caso degli avvitatori;
- automatica o fissa: l'operatore non può in alcun caso intervenire sulla gestione del limite massimo di coppia esercitata.

## Principio
Quando si ha a disposizione una coppia elevata, ma gli organi a cui va trasmessa o su cui vanno applicati non supportano tale coppia torcente, è opportuno usare un sistema che permetta una riduzione di questa forza, in modo da evitare danni a uno di questi elementi.
Nel trasporto su gomma o rotaia un motore con una coppia elevata può sottoporre la meccanica dell'auto a sforzi eccessivi che ne comprometterebbero l'affidabilità ed inoltre, nonostante i sistemi di antipattinamento, potrebbe comunque essere difficile per il pilota gestire tanta spinta. Per ovviare a questi problemi i limitatori di coppia "limitano" a valori più bassi la coppia del motore nelle marce più basse (generalmente 1°, 2° e a volte 3°), in questo modo la trasmissione non è sottoposta a sforzi eccessivi ed accelerare a bassa velocità risulta meno impegnativo e rischioso.

## Applicazione
Questo meccanismo è utilizzato non solo negli utensili o elettroutensili, dove le varie viti si possono rovinare (l'inserto della chiave si rovina diventando inutilizzabile), ma anche dai costruttori di automobili, come ad esempio la Mercedes-AMG (la casa che usa maggiormente questi sistemi) o quelle di elaborazioni Brabus, mosse da grossi motori con compressore che in alcuni casi toccano i 1.000 Nm. 
Una variante di questo sistema, con applicazione stradale è la frizione antisaltellamento per uso motociclistico sulle moto sportive di grande cilindrata, dove si limita non la forza positiva (generata con il motore in pieno utilizzo), ma la forza negativa (generata dalla resistenza offerta dal motore rispetto al regime di rotazione), dove in questo caso non si utilizza per evitare stress meccanici, ma per migliorare la guidabilità.